# Lgota Wielka (gmina)
Pour les articles homonymes, voir Lgota Wielka.
Lgota Wielka est une gmina (commune) rurale (gmina wiejska) du powiat de Radomsko, dans la Voïvodie de Łódź, dans le centre de la Pologne.
Son siège administratif (chef-lieu) est le village de Lgota Wielka, qui se situe environ 13 kilomètres (km) au nord-ouest de Radomsko (siège du powiat) et 72 kilomètres au sud de la capitale régionale Łódź (capitale de la voïvodie).
La gmina couvre une superficie de 63,08 km2 pour une population de 4 472 habitants en 2006.

## Géographie
La gmina inclut les villages de:
- Brudzice
- Długie
- Kolonia Lgota
- Krępa
- Krzywanice
- Lgota Wielka
- Wiewiórów
- Wola Blakowa
- Woźniki

### Gminy voisines

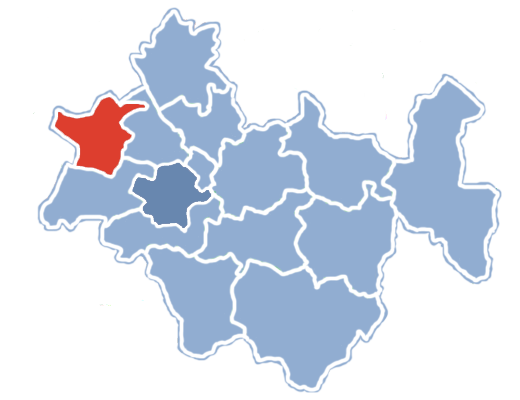
Position de la gmina dans le powiat

La gmina de Lgota Wielka est voisine des gminy de:
- Dobryszyce
- Kleszczów
- Ładzice
- Strzelce Wielkie
- Sulmierzyce

## Administration
De 1975 à 1998, la gmina était attachée administrativement à l'ancienne voïvodie de Piotrków.

Depuis 1999, elle fait partie de la nouvelle voïvodie de Łódź.

## Structure du terrain
D'après les données de 2002, la superficie de la commune de Lgota Wielka est de 82,72 kilomètres carrés, répartis comme telle :
- terres agricoles : 89 %
- forêts : 6 %

La commune représente 4,37 % de la superficie du powiat.

## Démographie
Données du 30 juin 2010 :
| Description        | Total  | Total | Femmes | Femmes | Hommes | Hommes |
| ------------------ | ------ | ----- | ------ | ------ | ------ | ------ |
| Unité              | Nombre | %     | Nombre | %      | Nombre | %      |
| Population         | 4 404  | 100   | 2 247  | 51,1   | 2 157  | 48,9   |
| Densité (hab./km²) | 53     | 53    | 27     | 27     | 26     | 26     |